# Apamea variegata
Apamea variegata là một loài bướm đêm trong họ Noctuidae.